# Cymbidium lowianum
Cymbidium lowianum är en orkidéart som först beskrevs av Heinrich Gustav Reichenbach, och fick sitt nu gällande namn av Heinrich Gustav Reichenbach. Cymbidium lowianum ingår i släktet Cymbidium, och familjen orkidéer.

## Underarter
Arten delas in i följande underarter:
- C. l. ailaoense
- C. l. kalawense
- C. l. lowianum

## Bildgalleri

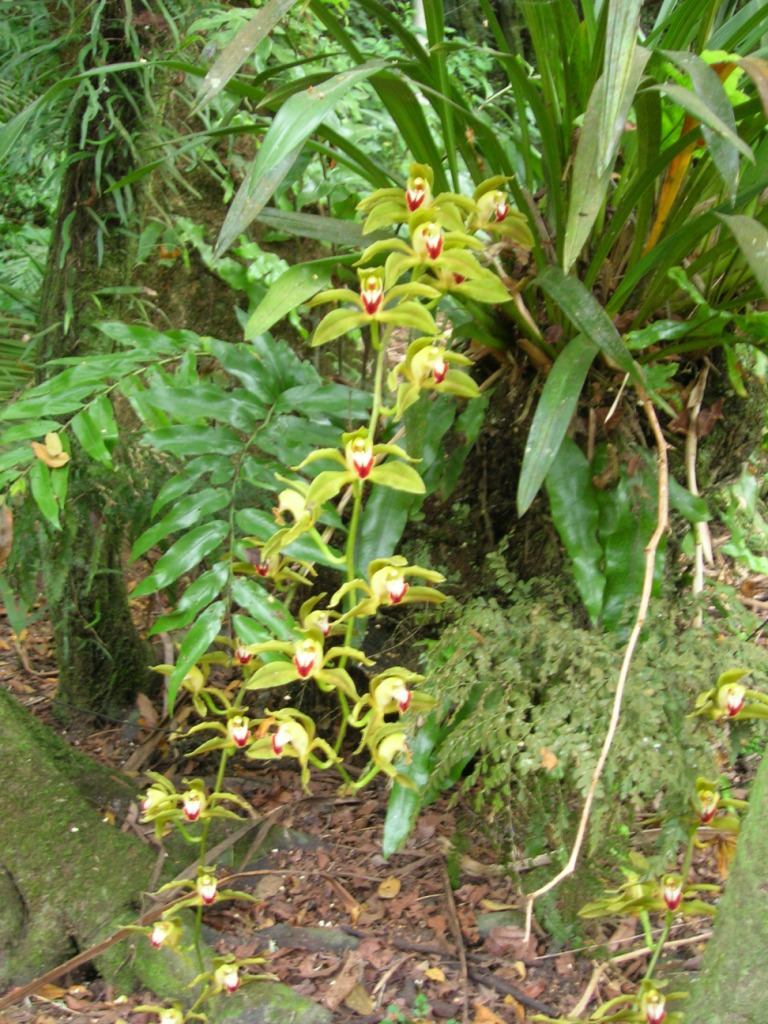
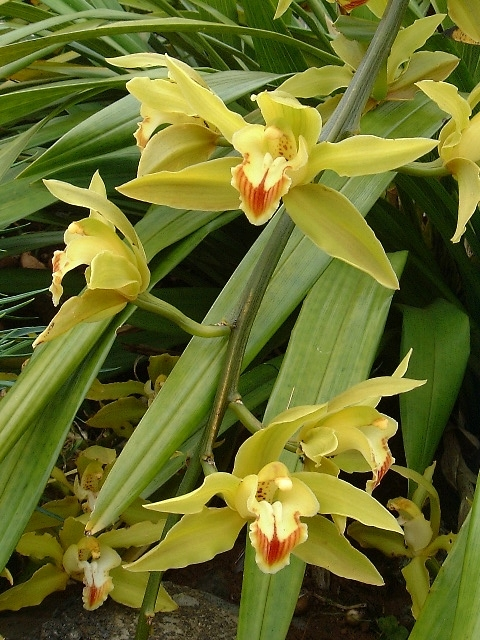
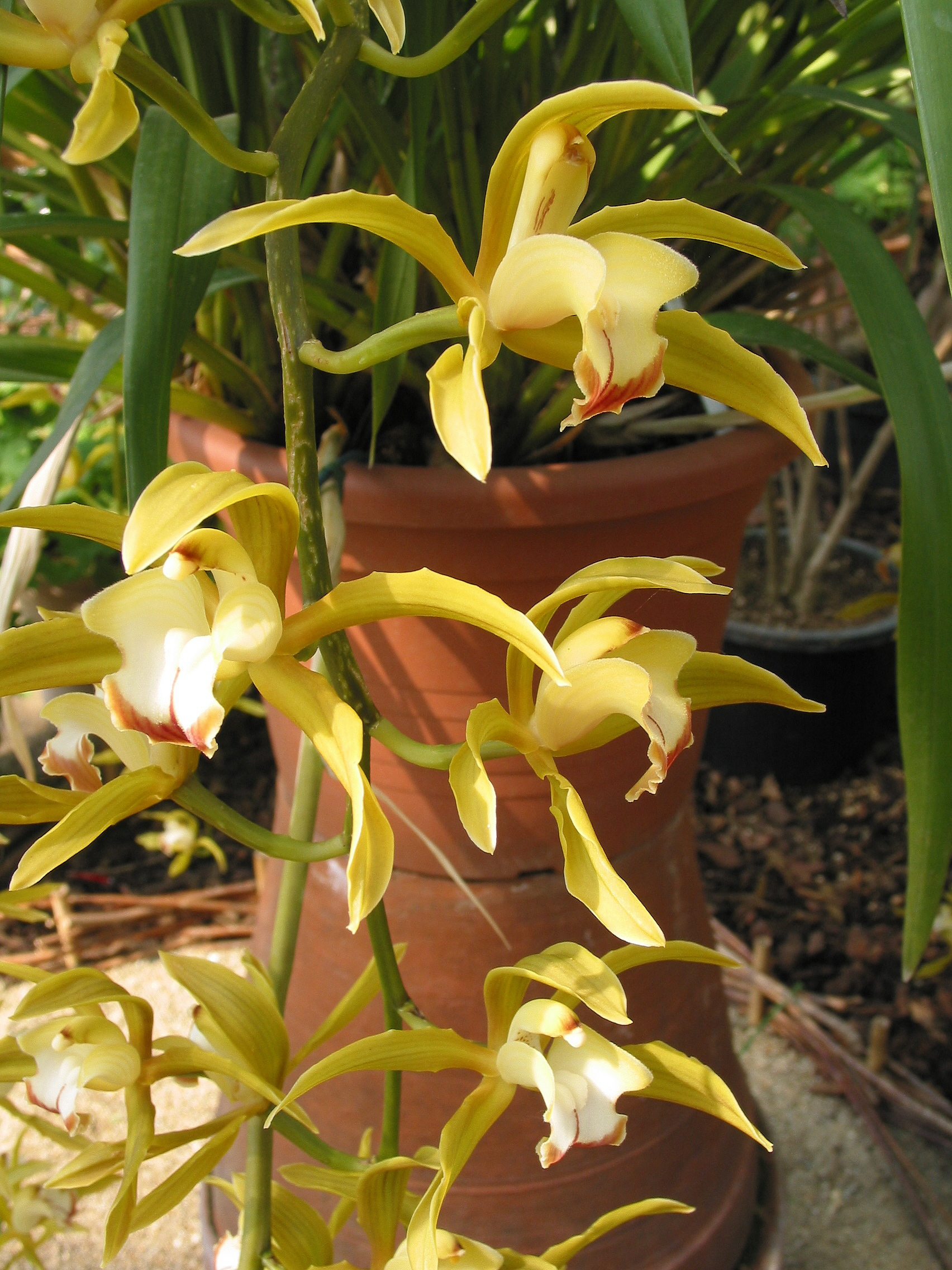
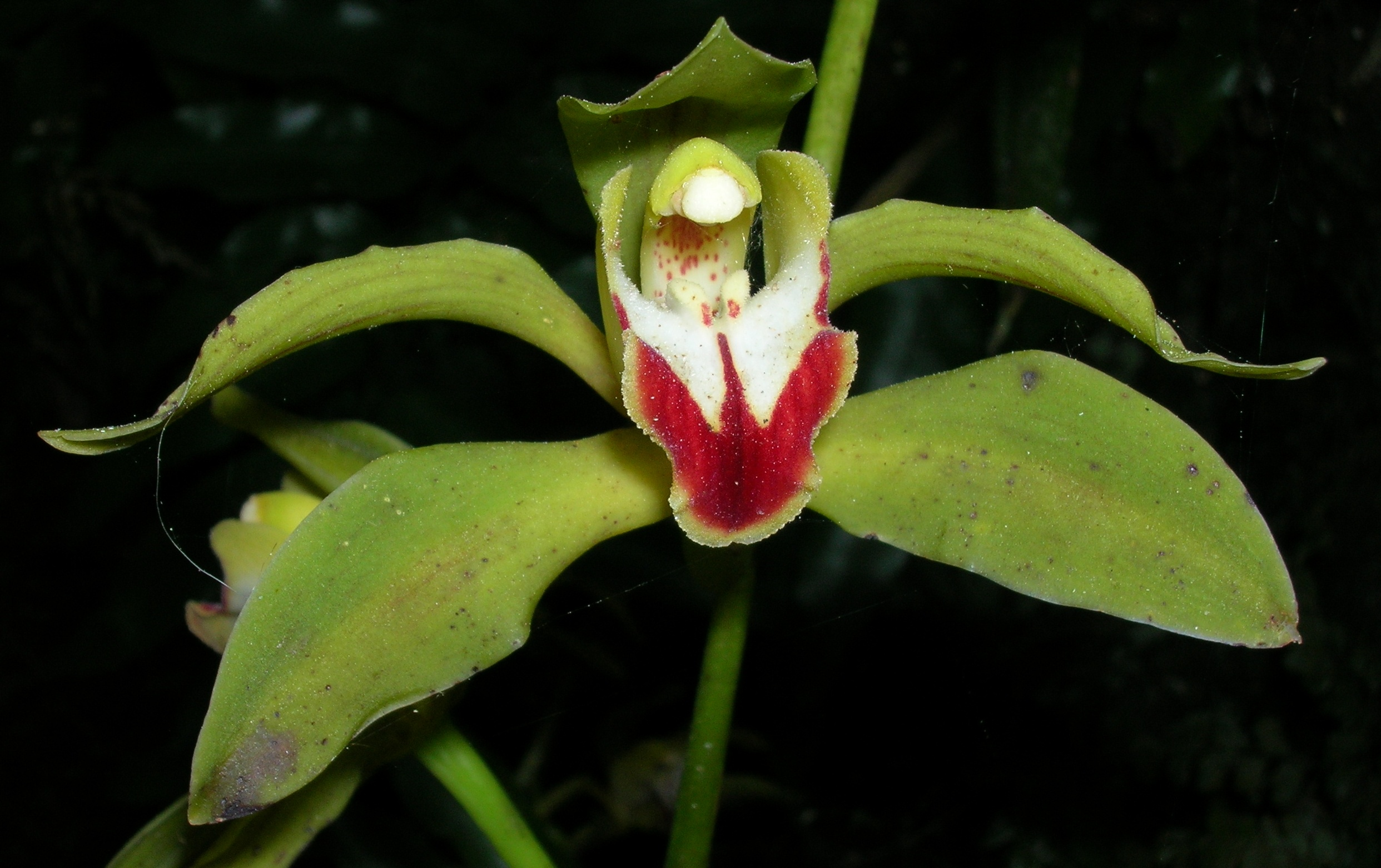
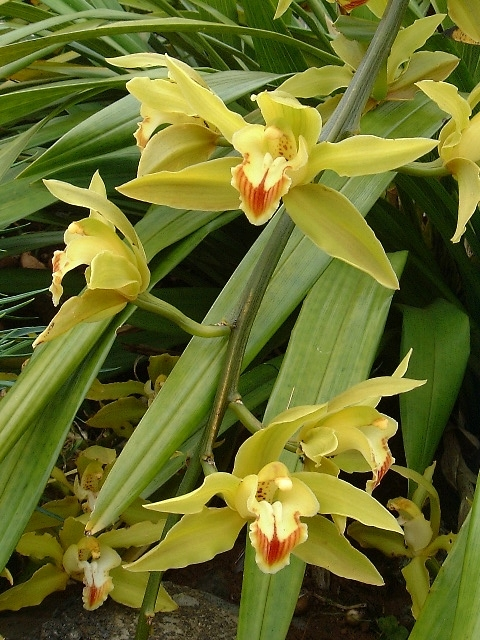
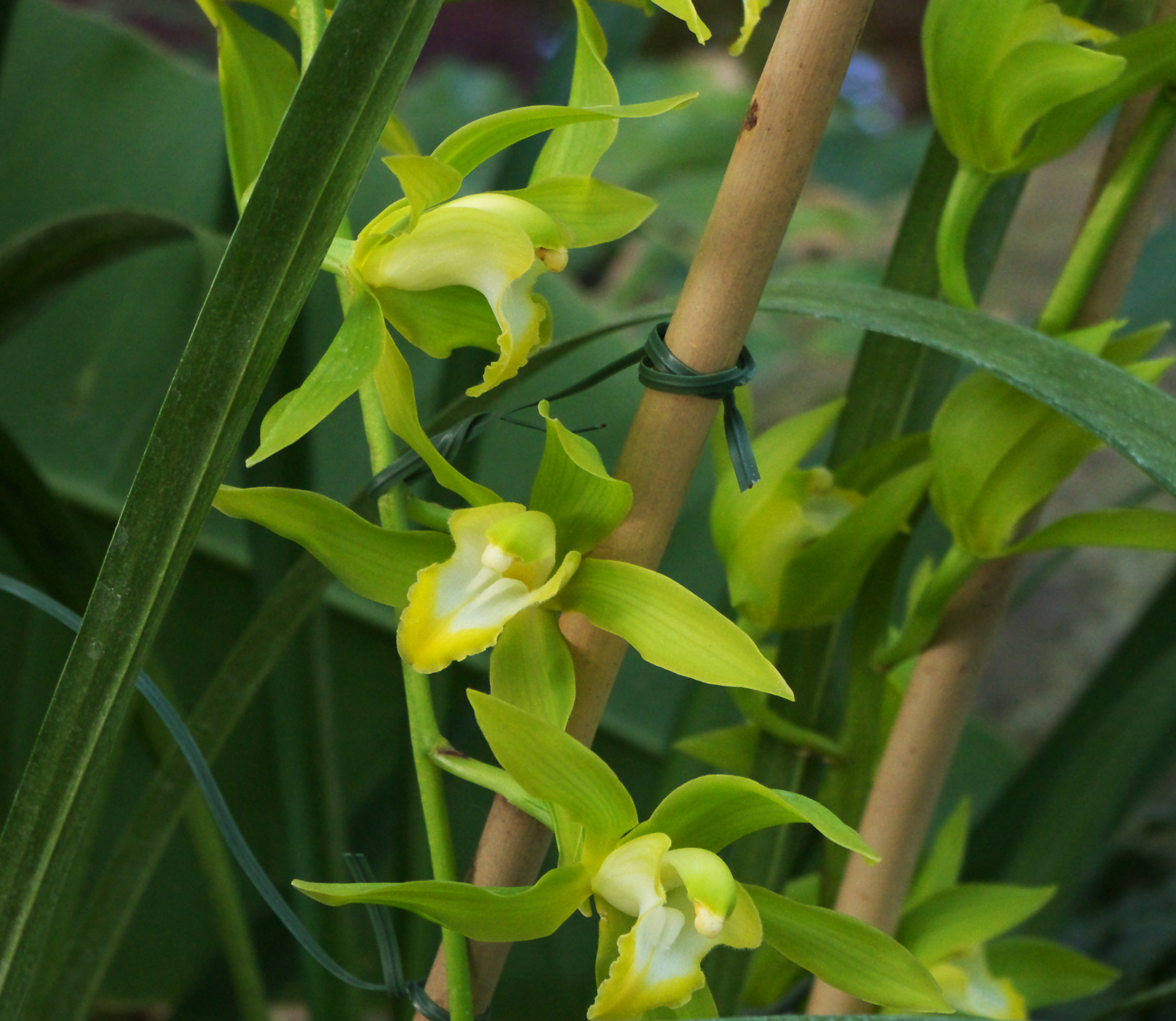